# Idiops sertania
Idiops guri (лат.) — вид мигаломорфных пауков рода Idiops из семейства Idiopidae.

## Распространение
Южная Америка (Бразилия).

## Описание
Пауки среднего размера, около 15 мм. Карапакс темно-коричневый, ноги красновато-коричневые, стернум коричневый, брюшко серое. Самцы Idiops sertania отличаются от таковых других неотропических видов наличием крепкого эмболуса с широкой базальной половиной, сильно изогнутой дорсально, с перекручиванием на апикальном конце и заметной эмболярной пластинкой рядом с отверстием семявыносящего протока и удлиненной голенью пальп (как у Idiops germaini). Отличается от I. germaini наличием крупных шипов, расположенных по краю ретролатеральной впадины, и мощным голенным апофизом. Тазики ног без шипов. Хелицеры с продольным рядом крупных зубцов и ретролатеральным рядом меньших зубцов, ретролатеральные зубцы занимают базальную треть хелицер. Ноги с тремя коготками на лапках. Брюшко овальной формы. Передние боковые глаза (ALE) расположены рядом с кромкой клипеального края.